# Григорий Кириллович
Григорий Кириллович Авинов — новгородский посадник, родоначальник боярского рода Авиновых.
В 1417 году действовал против разбойников в Великом Устюге.
В 1433 году построил в Новгороде каменную церковь во имя Иоанна Златоуста.
В 1435 году командовал новгородской ратью в Ржевской волости.
В 1436 году заключил мир с великим князем литовским Сигизмундом.
У него были сыновья Иван, Захарий, Козьма, тоже посадники и бояре, угощавшие великого князя Ивана III во второй приход его в Великий Новгород. В 1477 году посадник Захарий Овин, не поладив с согражданами, сам поехал в Москву судиться у великого князя с многими новгородцами, чего, по словам летописца, не бывало со времен Рюрика. Восстановив таким образом против себя новгородцев, Захарий, очевидно выгораживая себя, оговорил боярина Василия Никифоровича Пенкова, который и был убит возмутившейся толпой, но и сам посадник не избегнул той же участи: вместе с братом Кузьмою он был убит новгородцами на Владычнем дворе.